# Abmeyer
Abmeyer ist ein deutscher Familienname.

## Herkunft und Bedeutung
Abmeyer ist ein Berufsname.

## Namensträger
- Carl August Abmeyer (1797–1875), deutscher Kantor und Komponist